# Etnocidio
In antropologia con etnocidio s'intende la distruzione, attraverso l'imposizione forzata, di tutte quelle pratiche, costumi, schemi mentali propri della cultura di un'etnia.
Il concetto fu elaborato da Georges Louis Condominas.
Per Pierre Clastres l'etnocidio è la distruzione sistematica dei modi di vita e di pensiero differenti ai quali viene imposta la distruzione.
Il trattamento degli uiguri da parte della Cina nello Xinjiang è stato definito un etnocidio.